# Коваленко, Виктор Андреевич (организатор производства)
Виктор Андреевич Коваленко — советский хозяйственный, государственный и политический деятель.

## Биография
Родился в 1930 году. Член КПСС с 1957 года.
Образование высшее.
- В 1952—1956 гг. — горный мастер, помощник начальника участка, начальник участка, главный инженер Таштагольского рудоуправления.[1]
- В 1956—1971 гг. — руководящий работник на горнодобывающих предприятиях Кемеровской области.[1]
- В 1971—1974 гг. — заместитель начальника горного управления Кузнецкого металлургического комбината.[1]
- В 1974—1979 гг. — начальник горного управления Кузнецкого металлургического комбината.[1]
- В 1979—2000 гг. — генеральный директор ПО «Сибруда».[1][2]

Указом Президента РФ № 1036 от 11 октября 1995 года награждён орденом «За заслуги перед Отечеством 4 степени».
Лауреат Премии Правительства РФ в области науки и техники 1995 года.
Умер 23 декабря 2000 г. Москва